# کامپکت اسپورت

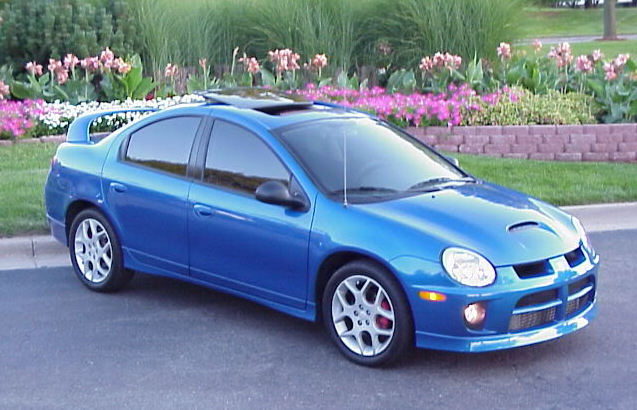
دوج نئون اس‌آرتی-۴ (۲۰۰۳–۲۰۰۵) که به‌عنوان یک خودروی کامپکت اسپورت شناخته می‌شود.

کامپکت اسپورت (انگلیسی: Sport compact) یک کلاس‌بندی برای نسخه‌های دارای عملکرد بالا از خودروهای کامپکت یا کامپکت کوچک است که در بازار ایالات متحده آمریکا مورد استفاده قرار می‌گیرد. تعریف و مشخصهٔ ثابتی برای این کلاس وجود ندارد، اما خودروها عموماً بر پایهٔ ویژگی‌های عملکردی بهتر در زمینه‌هایی نظیر شتاب‌گیری، کنترل‌پذیری و ترمزگیری نسبت به مدل‌های کامپکت معمولی در این کلاس قرار می‌گیرند.
در اواسط دههٔ ۲۰۰۰ این کلاس از خودروها به سطحی از محبوبیت رسیدند که انجمن رقابت‌های موتوری بین‌المللی (IMCA) ایالات متحده برای نخستین بار در سال ۲۰۰۶ مسابقاتی اختصاصی را برای این کلاس برگزار کرد.